# Difesa di Merano
La difesa di Merano (Meraner Variante in tedesco, Meran Variation in inglese) è una variante di apertura del gioco degli scacchi. 
Essa si verifica con le mosse:
1.  d4  d5
2.  c4  c6
3.  Cf3  Cf6
4.  Cc3  e6
5.  e3  Cbd7
6.  Ad3  dxc4
7.  Axc4  b5

## Storia
Questa variante venne utilizzata per la prima volta da Julius Perlis contro Carl Schlechter nel torneo di Ostenda del 1906. Successivamente Akiba Rubinstein la adottò con successo nel torneo di Merano del 1924 contro Ernst Grünfeld (vincitore del torneo).   
In seguito la difesa diventò popolare e venne utilizzata anche nel torneo di Baden-Baden del 1925, ma vide la sconfitta del nero. Thomas perse contro Bogoljubov per un errore tattico e non a causa dell'apertura; infatti Capablanca utilizzò con successo questa difesa contro Levenfisch nel torneo di Mosca del 1935. 
A partire dal 1946 si ebbe interesse per la variante Lundin (8. ...b4), per la variante Pirc (8. ...a6) e per la variante Wade  (8. ...Ab7). Oggigiorno la variante Wade è la più adottata nei tornei.

## Continuazioni
Fra le possibili continuazioni:
- 8.Ae2 a6 9.e4 b4 (variante Pirc) 10.e5 bxc 11.exf cxb 12.fxg Ab7 13.Ab2 Da5+ 14.Cd2 Tb8 15.Dc2 c5 (con gioco alterno)
- 8.Ad3 b4 (var. Lundin) 9.Ce4 Ae7 10.Cf6+ Cxf6 11.e4 c5 12.dxc Ac5 13.0-0 Ae7 14.De2 0-0 15.Td1 Da5
  - 8…Ab7 (variante Wade) 9.e4 b4 10.Ca4 c5 11.e5 Cd5 12.dxc5 Da5 13.0-0 Ac5 14.a3 Ae7 15.Ad2 0-0 16.Te1 Tfd8 17.Db3 Tab8 18.Ae4
  - 8…a6 9 e4 b4 (variante Pirc) 10 Ca4 c5 11.e5 Cd5 12.0-0 cxd 13.Te1
    - 9…c5 10.d5 (variante Reynolds) e5 11.b3 Ad6 12.0-0 0-0 13.a4 c4 14.bxc b4 15.Ce2 a5
    - 9…c5 10.d5 c4?! 11.dxe6 fxe6 12.Ac2 Dc7 13.0-0 Ab7 14.Cg5 Cc5 15.e5 Dxe5 16.Te1
      - 10.e5 cxd 11.Cb5 Ce5 (variante Sozin) 12.Ce5 ab 13.Df3 Ab4+ 14.Re2 Tb8 15.Ag5 Ae7 16.Ab5+
- 8.Ab3 a6 9.e4! b4 10.e5 bxc 11.exf cxb 12.fx Ag7 13.Ab2 Da5+ 14.Cd2 
  - 8…b4 9.Ce2 Aa6 10.0-0 Ad6 11.Te1 c5 12.e4! Ce4 13.Cf4 Cdf6 14.Aa4+ Rf8 15.Ac6